# Boy & Bear
Boy & Bear ist eine australische Folk-Rock-Band aus Sydney, die 2011 mit dem Album Moonfire ihren Durchbruch hatte.

## Geschichte
Die fünf ursprünglichen Mitglieder kannten sich von der gemeinsamen Zeit an der Universität, wo sie anfangs noch in verschiedenen Bands spielten. Drei von ihnen waren sogar Kopf ihrer eigenen Band. Sie kannten sich aber von gemeinsamen Auftritten und hatten schon so nebenher gemeinsam gejamt. Anfang 2009 lud Dave Hosking das Lied The Storm beim Sender Triple J hoch, wo es im Februar zum Feature Song des Nachwuchsprogramms Unearthed gewählt wurde. Daraus entwickelte sich dann das gemeinsame Projekt Boy & Bear zusammen mit Killian Gavin, Jake Tarasenko und den Brüdern Tim und Jon Hart. Zu den Besonderheiten der Band gehört der harmonische Gesang der verschiedenen Frontleute sowie das vielseitige Songwriting der Musiker, die aus verschiedenen musikalischen Ausrichtungen kommen.
Noch im selben Jahr veröffentlichten sie das gemeinsame Stück Mexican Mavis. Damit gewannen sie den Unearthed-Wettbewerb von Triple J und wurden zum Artist of the Year gewählt. Nach den ersten Erfolgen ihrer Single auch im australischen Radio unterschrieben sie einen Plattenvertrag bei Island Records Australia. Danach spielten sie im Vorprogramm der Australienauftritte von Angus & Julia Stone, Mumford & Sons und Laura Marling, mit Marling traten sie sogar in Großbritannien auf und Tarasenko und Tim Hart spielten dabei sogar in ihrer Begleitband mit. Im Herbst 2010 führte sie die ausverkaufte „Blood-to-Gold“-Tour durch Australien.
2010 erschien auch eine erste EP von Boy & Bear mit dem Titel With Emperor Antarctica, das neben den zwei bekannten Songs drei neue Lieder enthielt. Als nächste Single veröffentlichten sie Ende des Jahres eine Coverversion von Fall at Your Feet von Crowded House. Damit kamen sie erstmals in die Top 50 der australischen Charts. Auch die Nachfolgesingle Feeding Line war in der Hitparade erfolgreich. Im Sommer 2011 wurde dann das Debütalbum Moonfire veröffentlicht. Es stieg auf Platz zwei der Albumcharts ein und erreichte Platinstatus. Außerdem gewannen sie damit den ARIA Award 2011 für das Album des Jahres. Vier weitere Auszeichnungen bekamen sie, darunter den Preis als Beste Musikgruppe, und waren damit die erfolgreichsten Künstler bei dieser Verleihung des wichtigsten australischen Musikpreises.
Im Mai und Juni 2012 tourten Boy & Bear erneut durch Australien („Remember-the-Mexican“-Tour) und absolvierten danach im August auch einige Auftritte in Europa, unter anderem in St. Pölten in Österreich. Im Oktober gab die Band bekannt, dass Jake Tarasenko sich von der Band getrennt hat. Der Nachfolger zu „Moonfire“ trägt den Titel „Harlequin Dream“ und wurde in Sydney aufgenommen.
Erscheinungsdatum war der 16. August 2013.
Das zwei Jahre darauf folgende, dritte Album trug den Titel "Limit of Love" und wurde am 9. Oktober 2015 veröffentlicht und stieg auf Platz 1 der australischen Charts ein. Produziert wurde es vom bekannten, britischen Multi-Instrumentalisten Ethan Johns.
Nach einer fast vierjährigen Pause, die einer schweren Darmerkrankung von Sänger Dave Hosking geschuldet war, kehrte die Band mit der Veröffentlichung ihres vierten Studioalbums "Suck On Light" zurück. Es erschien am 27. September 2019 und wurde produziert von der Band selbst, zusammen mit Collin Dupuis. Es ist die erste Veröffentlichung neuen Studiomaterials seit vier Jahren.

## Diskografie

### Alben
- 2011: Moonfire
- 2013: Harlequin Dream
- 2015: Limit of Love
- 2019: Suck on Light
- 2020: At Golden Retriever Studio

### EPs
- 2010: With Emperor Antarctica
- 2013: Southern Sun (AU: ×3Dreifachplatin )

### Singles
- 2009: The Storm
- 2009: Mexican Mavis
- 2010: Fall at Your Feet
- 2011: Feeding Line
- 2011: Milk & Sticks
- 2011: Part Time Believer (AU: Gold)
- 2013: Southern Sun
- 2013: Three Headed Woman
- 2013: Harlequin Dream
- 2015: Walk the Wire (AU: Gold)
- 2019: Work of Art
- 2019: Hold Your Nerve (AU: Gold)
- 2019: Suck on Light
- 2020: Wicked Game (AU: Gold)